# 20/25TP
20/25TP – projekt polskiego czołgu średniego z czasów dwudziestolecia międzywojennego.

## Geneza
Koncepcja wyposażenia Wojska Polskiego w czołgi średnie pojawiła się już w  połowie lat 20. XX wieku. Uznano wtedy, że powinien to być pojazd o masie do 20 t, szybki, a także w dostatecznym stopniu opancerzony i uzbrojony. Jednakże w ciągu następnych lat prace nad budową czołgu średniego nie posuwały się naprzód. Nie istniała możliwość wzorowania się na czołgach zagranicznych (odpowiednich czołgów albo nie było, albo trzymano ich projekty w tajemnicy). Brakowało także w kraju specjalistów z odpowiednim doświadczeniem oraz przemysłu zdolnego do produkcji takiego pojazdu. Ważnym powodem był również brak wystarczających środków pieniężnych.

## Pierwsza koncepcja
Do problemu opracowania czołgu średniego powrócono w połowie lat 30. XX wieku, po uruchomieniu produkcji tankietek TKS i czołgów lekkich 7TP. W styczniu 1937 roku Komitet do Spraw Uzbrojenia i Sprzętu Ministerstwa Spraw Wojskowych (KSUS) określił wytyczne dotyczące koncepcji nowego czołgu średniego. Masa pojazdu miała wynosić 16 ton, natomiast uzbrojenie miało składać się z armaty wz. 1897 kal. 75 mm oraz dwóch karabinów maszynowych. Napęd miał stanowić silnik wysokoprężny o mocy 320 KM. Ogólny układ miał być wzorowany na bazie angielskiego czołgu A6: uzbrojenie artyleryjskie miało być umieszczone w wieży głównej, zaś karabiny maszynowe w dwóch, mniejszych, jednoosobowych wieżach pomocniczych. Podobny układ miały sowieckie czołgi średnie T-28. Wstępne prace nad projektem przeprowadzone w Dowództwie Broni Pancernych wykazały, że przy zakładanych grubościach pancerza oraz uzbrojeniu masa czołgu wyniesie 23–25 ton, co przekroczy zakładany limit masy.

## Projekt Wydziału Projektów i Konstrukcji BBT Br. Panc. i projekty KSUS
W październiku 1937 roku Wydział Projektów i Konstrukcji Biura Badań Technicznych Broni Pancernych pod kierownictwem mjr. Rudolfa Gundlacha opracował autorski, wstępny projekt czołgu średniego. Oparty był na tym samym kadłubie co początkowy projekt, ale jego zasadniczą różnicą w stosunku do pierwowzoru było uzbrojenie. Głównym uzbrojeniem miała być automatyczna armata Boforsa kal. 40 mm (będąca pochodną armaty przeciwlotniczej), a jej uzupełnienie miał stanowić montowany w kadłubie moździerz kal. 81 mm i trzy karabiny maszynowe. Zmianie miał ulec także napęd. Miał go tworzyć jeden silnik gaźnikowy o mocy 500 KM lub dwa silniki, każdy o mocy 300 KM. Projekt ten wraz z wnioskami zawarto w referacie „Uzasadnienie charakterystyki czołgu średniego proponowanej przez BBT Br. Panc.” z 4 grudnia 1937 roku celem przedstawienia na najbliższym posiedzeniu KSUS.
Swoje urealnione projekty czołgu średniego opracował również KSUS. Powstały tam dwa warianty. Wariant pierwszy miał mieć pancerz o grubości 35 mm oraz masę 22 ton, zaś napęd stanowił silnik wysokoprężny o mocy 320 KM. Natomiast drugi wariant zakładał pancerz o grubości 50 mm, masę 25 ton oraz napęd w postaci dwóch silników gaźnikowych, każdy o mocy 300 KM lub jednego silnika o mocy 600 KM. Taki napęd miał pozwolić na rozwinięcie po drodze prędkości 45 km/h i 25 km/h w terenie.

## Końcowy projekt BBT Br. Panc.
Prace Wydziału Projektów i Konstrukcji BBT Br. Panc. oraz KSUS poddano konfrontacji, w wyniku której w roku 1938 w BBT Br. Panc. powstał kolejny, kompromisowy projekt czołgu średniego. Przewidywano, że jego masa wyniesie 23 tony, pancerz będzie miał grubość 50 mm, zaś uzbrojenie będzie stanowić armata automatyczna kal. 40 mm lub działo kal. 75 mm oraz trzy karabiny maszynowe. Jako uzbrojenie główne kal. 75 mm początkowo rozważano armatę wz. 1897 Schneider lub haubicę nowej konstrukcji. Ostatecznie do montażu w wieży zarekomendowano działo Boforsa kal. 75 mm sprzężone z armatą automatyczną kal. 40 mm, rezygnując przy tym z karabinu maszynowego w wieży. Projekt w tej postaci został zatwierdzony przez KSUS do realizacji w BBT Br. Panc, któremu zlecono wykonanie prototypu.
Pierwszymi zagadnieniami, jakimi zajęli się konstruktorzy było m.in. opracowanie mechanizmu obrotu wieży oraz systemu naprowadzania armat, a także wybór odpowiedniej skrzyni biegów i opracowanie metody produkcji odpowiedniego pancerza. W międzyczasie rozpoczęto też pertraktacje nad zakupem w niemieckiej firmie Maybach silnika Zeppelin o mocy 550 KM. Rozmowy w tej sprawie toczyły się na tyle długo, że początkowo ustalony termin ukończenia prototypu oraz rozpoczęcie produkcji seryjnej na rok 1940, nie mógł być zrealizowany. Problemy te spowodowały ostateczną rezygnację z budowy tego czołgu.

## Konkurencyjny projekt PZInż.
Konkurencyjny projekt czołgu średniego powstał na początku 1939 roku w Biurze Studiów Państwowych Zakładów Inżynierii. Pracami tymi kierował inż. Edward Habich. Konstruktorzy PZInż. odstąpili od projektu czołgu wielowieżowego, zaproponowano w zamian pojazd o możliwie niskim i szerokim kadłubie z pochylonymi płytami boków i przodu. Pancerz przedni miał mieć grubość 60 mm, zaś boczny i tylny – 40 mm. W przedniej części kadłuba, obok kierowcy znajdowało się stanowisko karabinu maszynowego. Zasadnicze uzbrojenie miało być zainstalowane w niskiej dużej wieży, początkowo wykonanej ze spawanych płyt pancernych, docelowo odlewanej.
Początkowo uzbrojeniem głównym miała być armata kal. 40–47 mm, później myślano o nowym dziale kal. 60 mm, jednakże szybko zmieniono te założenia i wiosną 1939 roku zdecydowano się na wykorzystanie francuskiej armaty przeciwlotniczej wz. 1922/1924 kal. 75 mm. Pomysłodawcą tego rozwiązania był inż. Tadeusz Tański. Armaty te, w ilości 14 sztuk znajdowały się na wyposażeniu artylerii przeciwlotniczej Marynarki Wojennej. W latach 30. XX wieku uznawano je już jako za przestarzałe i nienadające się do zwalczania nowoczesnych samolotów. Jednakże jej dobre charakterystyki balistyczne sprawiały, że nadawała się do zwalczania czołgów przeciwnika, dostępna była też amunicja odłamkowo-burząca dostatecznie skuteczna przeciwko typowym umocnieniom polowym. Uzbrojenie miał uzupełniać karabin maszynowy zainstalowany na wieży, przeznaczony do obrony przeciwlotniczej. Karabin ten miał być umieszczony na obrotowej podstawie nad włazem dowódcy.
Napęd czołgu miał stanowić specjalnie opracowany widlasty silnik 12-cylindrowy w dwóch odmianach: gaźnikowej (o mocy 300 KM; wg innych źródeł miał być to silnik 8-cylindrowy) i wysokoprężnej z bezpośrednim wtryskiem paliwa (o mocy 250 KM). Do wybuchu wojny nie zdołano ukończyć żadnego z prototypów nowych silników.
Zamówiono jeden prototyp tego czołgu, który miał być dostarczony do prób. Do wybuchu wojny zdołano jednak wykonać w PZInż. tylko drewnianą makietę czołgu w skali 1:1.

## Projektowane dane techniczne czołgu 20/25TP
|                                                        | Wytyczne KSUS                          | Wariant KSUS I odmiana                 | Wariant KSUS II odmiana                   | Wariant BBT Br. Panc. (projekt pierwotny)                             | Wariant BBT Br. Panc. (projekt końcowy)                                 | Konstrukcja BS PZInż.                                                    |
| ------------------------------------------------------ | -------------------------------------- | -------------------------------------- | ----------------------------------------- | --------------------------------------------------------------------- | ----------------------------------------------------------------------- | ------------------------------------------------------------------------ |
| Masa [t]                                               | 16                                     | 22                                     | 25                                        | 23                                                                    | 25                                                                      | ponad 20                                                                 |
| Załoga                                                 | 6                                      | 6                                      | 6                                         | 7                                                                     | 6                                                                       | 4–5                                                                      |
| Wymiary (dł./szer./wys.) [cm]                          | ?/?/?                                  | 730/260/280                            | 730/260/280                               | 730/260/265                                                           | 730/260/265                                                             | 730/260/265                                                              |
| Uzbrojenie                                             | armata kal. 75 mm; 2 × km kal. 7,92 mm | armata kal. 75 mm; 3 × km kal. 7,92 mm | armata kal. 75 mm; 2 × km kal. 7,92 mm    | armata kal. 40 mm i moździerz kal. 81 mm; 3 × km kal. 7,92 mm         | armata kal. 75 mm i armata automatyczna kal. 40 mm; 2 × km kal. 7,92 mm | armata kal. 75 mm; 3 × km kal. 7,92 mm                                   |
| Pancerz [mm]                                           | do 35                                  | do 35                                  | do 50                                     | do 50                                                                 | do 50                                                                   | 60 (przód); 40 (boki i tył)                                              |
| Napęd                                                  | 1 silnik wysokoprężny o mocy 320 KM    | 1 silnik wysokoprężny o mocy 320 KM    | 2 silniki gaźnikowe o łącznej mocy 600 KM | 1 silnik gaźnikowy o mocy 500 KM lub dwa silniki, każdy o mocy 300 KM | 1 silnik gaźnikowy o mocy 550 KM                                        | 1 silnik gaźnikowy lub wysokoprężny o mocy odpowiednio 300 KM lub 250 KM |
| Moc jednostkowa [KM/t]                                 | 20                                     | 14,5                                   | 24                                        | 23,6                                                                  | 23,6                                                                    | 20–12,6                                                                  |
| Prędkość maksymalna (szosa/teren) [km/h]               | 30/15                                  | 30/15                                  | 45/25                                     | 45/25                                                                 | 45/25                                                                   | 40/25                                                                    |
| Pokonywane przeszkody (brody o głęb./rowy o szer.) [m] | 2,5/1,2                                | 2,5/1,2                                | 2,5/1,2                                   | 2,5/1,2                                                               | 2,5/1,2                                                                 | ?/?                                                                      |